# Puente de Cruzul
El puente de Cruzul es un puente sobre el río Narón, también llamado Cruzul, situado en la parroquia civil de Cruzul, en el municipio de Becerreá de la provincia de Lugo (Galicia, España). Construido en las últimas décadas del siglo XVIII, fue parte del plan de Carlos III de crear una red de caminos reales en España, en este caso del camino real que iba a comunicar Madrid con La Coruña y Ferrol. Siendo el único puente de la provincia de Lugo de estilo neoclásico y considerado como la primera obra de ingeniería civil moderna, y de capital importancia para las comunicaciones de Galicia con el resto de España, y siendo parte de un espacio natural catalogado por la red Natura 2000, se ha pedido que fuese considerado Bien de Interés Cultural (BIC) por el gobierno de España para gozar de mayor protección.
Situado a la altura del km 465 de la antigua N-VI, su titularidad corresponde al ministerio de Transportes, Movilidad y Agenda Urbana.

## Características

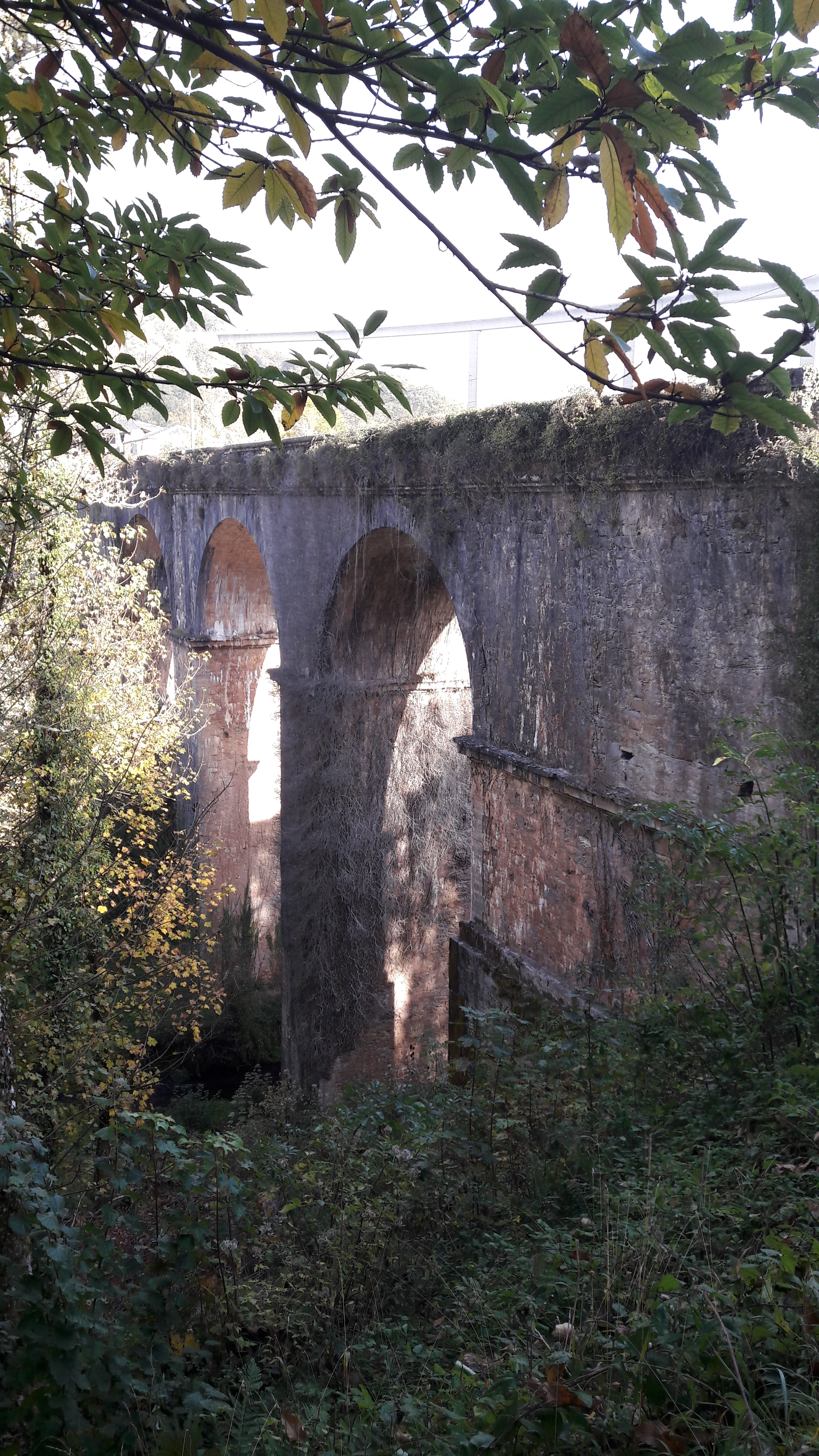
El puente de Cruzul en 2017.

Es una construcción de piedra caliza de una altura de 29 metros y 93 metros de largo, con una calzada de 8 metros de ancho y tres arcos semicirculares de 12 metros de diámetros con dovelas también de piedra caliza. Sus dos pilares centrales tienen una sección rectangular de 4 por 8,5 metros rematados por una imposta que corre a lo largo de todo el edificio. Una segunda imposta superior marca el perfil de la calzada. Unos cuatro monolitos con un cuerpo piramidal marcaban los extremos del puente, de los que sólo tres permanecen. Los planos originales del puente fueron depositados en el Archivo General de Simancas en 1765.

## Historia

### Concepto y diseño
El Real Decreto de 10 de junio de 1761 de Carlos III estableció crear en España una red radial de Caminos Reales solidamente construidos empezando por los que llevan la capital a cuatro de sus provincias: Valencia, Andalucía, Cataluña y Galicia. Tras una serie de divergencias y hasta enfrentamientos entre el capitán general de Galicia, el marqués de Croix, y el marqués de Esquilache, ministro de Hacienda, el marqués de la Ensenada optó por nombrar al ingeniero francés Carlos Lemaur «ingeniero del detall» encargado de la dirección del camino de Astorga a Galicia en 1763, en sustitución del ingeniero José Crane. Lemaur se encargó del camino real hasta su cese y sustitución por Baltasar Ricaud en 1769.
Desde el inicio del proyecto, Lemaur mantuvo fuertes discrepancias con el capitán general de Galicia por el trazado del camino, ya que decidió hacerlo coincidir con el de la calzada romana (una de las rutas de Antonino) que acababa de descubrir, la que partía de Astorga hasta Lugo y Betanzos, lo que abarataría costes. Las obras empezaron entre 1776 y 1778, y si no se sabe con exactitud en qué fecha terminaron se da por supuesto que fue antes de finalizar el siglo.

### Guerra de Independencia
El puente está ampliamente documentado en la invasión napoleónica de Galicia en 1809, cuando el clero, los hidalgos y los campesinos gallegos se aliaron en un hecho sin precedentes para luchar contra las tropas francesas. Al encontrarse el puente de Cruzul en el camino real que comunicaba Galicia con el Bierzo y Castilla, fue testigo de algunos de los episodios de resistencia que salpicaron la comarca de los Ancares, como cuando los guerrilleros se hicieron con más de mil fusiles que los soldados franceses habían escondido junto al puente. Unos cuantos cañones de aquellos fusiles fueron utilizados luego en las casas de Becerreá como tubos de desagüe, y unos sables que también encontraron allí decoraron las paredes del bar Os Chafarotes hasta los años 1980. Todavía se conservan algunas de esas armas en casas particulares y hasta los 80 era frecuente ver a los vecinos disfrazados de guerrillos portandolas en las fiestas del antroido. Entre los testimonios de la guerra de la Independencia en Cruzul está también un manuscrito de 126 páginas escrito por el capitán francés Gérard, que un habitante de la aldea Vilar de Ousón, Fernando Gabriel Fernández, conservaba y enseñó en 2008 al investigador José Luis Garfer; se trata del diario de ese cronista de guerra del ejército francés, que relata los sucesos diarios acontecidos entre febrero de 1807 y el 6 de mayo de 1808. Ese capitán, con un retén de refuerzo que pretendía transportar armas a un contingente destacado en Astorga (León) tuvo que estacionarse temporalmente en Cruzul debido a un temporal de nieve. Está también documentado el enfrentamiento de los vecinos en el puente cuando el general Pedro Caro y Sureda llamó a la movilización cuando ya se había expulsado a los franceses.
La importancia y el prestigio del puente de Cruzul queda patente en varias representaciones publicadas en el siglo XIX. Ya desde 1809, aparece dibujado en el libro de Adam Neale Letters from Portugal and Spain, editado en Londres en 1809, que relata cómo el general inglés John Moore, camino de Lugo tras pernoctar en Los Nogales, llegó a Cruzul cuando los franceses preparaban la voladura del puente. Existe otra lámina del siglo XIX que representa la retirada del ejército inglés por el puente de Cruzul, perseguido por los franceses. Otro dibujo lo representa en el Semanario pintoresco español del 21 de abril de 1850. El fotógrafo Jean Laurent lo fotografió para su catálogo de 1867 entre los ejemplos de obras civiles españolas que Lucio del Valle escogió mostrar en la Exposición Universal de París de 1867.

### La carretera del puente de Cruzul
La carretera al que daba servicio el puente quedó enmarcada, como camino real, entre las seis carreteras radiales que comunicaban Madrid con las distintas capitales de provincia y las principales aduanas. Como ellas, pasó a denominarse «carretera general» en 1851 (por delante de las demás carreteras clasificadas en transversales, provinciales y locales) para las que el Estado asumía íntegramente los gastos de construcción/mantenimiento. La nueva ley de 1857 y sobre todo el Plan General de Carreteras establecido por el Real Decreto de 7 de septiembre de 1860 confirmó esta clasificación sólo cambiando los nombres por carreteras de primer, segundo y tercer orden, y extendiendo la financiación del Estado a todas menos las de interés local.
En 1940 el llamado Plan Peña, del ministro de Obras Públicas Alfonso Peña Boeuf, clasificó las carreteras en nacionales, comarcales y locales y estableció una sistematización de la nomenclatura de las carreteras. Así fue como las carreteras adquirieron sus códigos identificativos aún en vigor, y como nació la N-VI. Esta mantuvo su trazado original en la región hasta que se finalizasen las obras previstas por el Plan de Accesos a Galicia de 1970, una de las obras civiles más importante de la década de 1980 destinada a romper el tradicional aislamiento de la provincia de Lugo de Castilla. En el verano de 1987 se terminó la construcción del nuevo viaducto de Cruzul y un año más tarde se inauguró el tramo de la N-VI Los Nogales-Becerreá, relegando la antigua N-VI y el puente de Cruzul a un uso estrictamente local.

## Solicitud de catalogación como BIC
En 2009 el Concello de Becerreá, y en 2015 el Colectivo Patrimonio dos Ancares pidieron oficialmente a la Junta de Galicia la catalogación del puente, pero recibieron respuesta negativa dado que el puente y su carretera pertenecen a la Red de Carreteras del Estado. De acuerdo con la Ley del Patrimonio Histórico Español de 1985 que pide esperar tres años para formular una nueva petición de BIC, el Colectivo Patrimonio dos Ancares presentó una nueva solicitud en octubre del 2019 ante la Dirección General de Bellas Artes, del Ministerio de Cultura. Ante la falta de respuesta, en febrero de 2021 el Grupo Parlamentario Plural, a instancia del Bloque Nacionalista Galego (BNG), llevó la solicitud para su debate ante la Comisión de Cultura y Deporte del Congreso de los Diputados.